# Butyrskij
Il quartiere Butyrskij (in russo Бутырский район?) è un quartiere di Mosca sito nel Distretto Nord-orientale.
Il nome del quartiere è storico; in passato il termine butyrki indicava piccoli villaggi vicini alla città ma separati da essa da boschi o campi.
Le prime menzioni dell'abitato di Butyrka risalgono al XIV secolo, quand'era un villaggio di proprietà del boiaro Nikita Romanovič Zacharin, nonno di Michele di Russia, primo zar dei Romanov.
Nel 1667 il territorio diventa sede di un reggimento militare, che nel 1742 viene incluso nel territorio della città in espansione.